# Ruisseau de Gobry
Le ruisseau de Gobry, ou Ry de Gobry en wallon, est un cours d'eau de Belgique, affluent en rive droite de l'Ourthe et donc sous-affluent de la Meuse.

## Parcours
Prenant sa source au sud-est de Beaufays (commune de Chaudfontaine) près de la sortie 43 de l'autoroute E25 à une altitude de 273 mètres, le ruisseau, dès sa source, marque la limite entre les communes de Chaudfontaine et de Sprimont. En se dirigeant vers l'ouest, le Ry de Gobry pénètre en milieu boisé et sa vallée devient encaissée.  À l'entrée de Méry, son cours devient souterrain pendant 500 mètres puis réapparaît 200 mètres avant de se jeter dans l'Ourthe en rive droite à une altitude de 80 mètres.

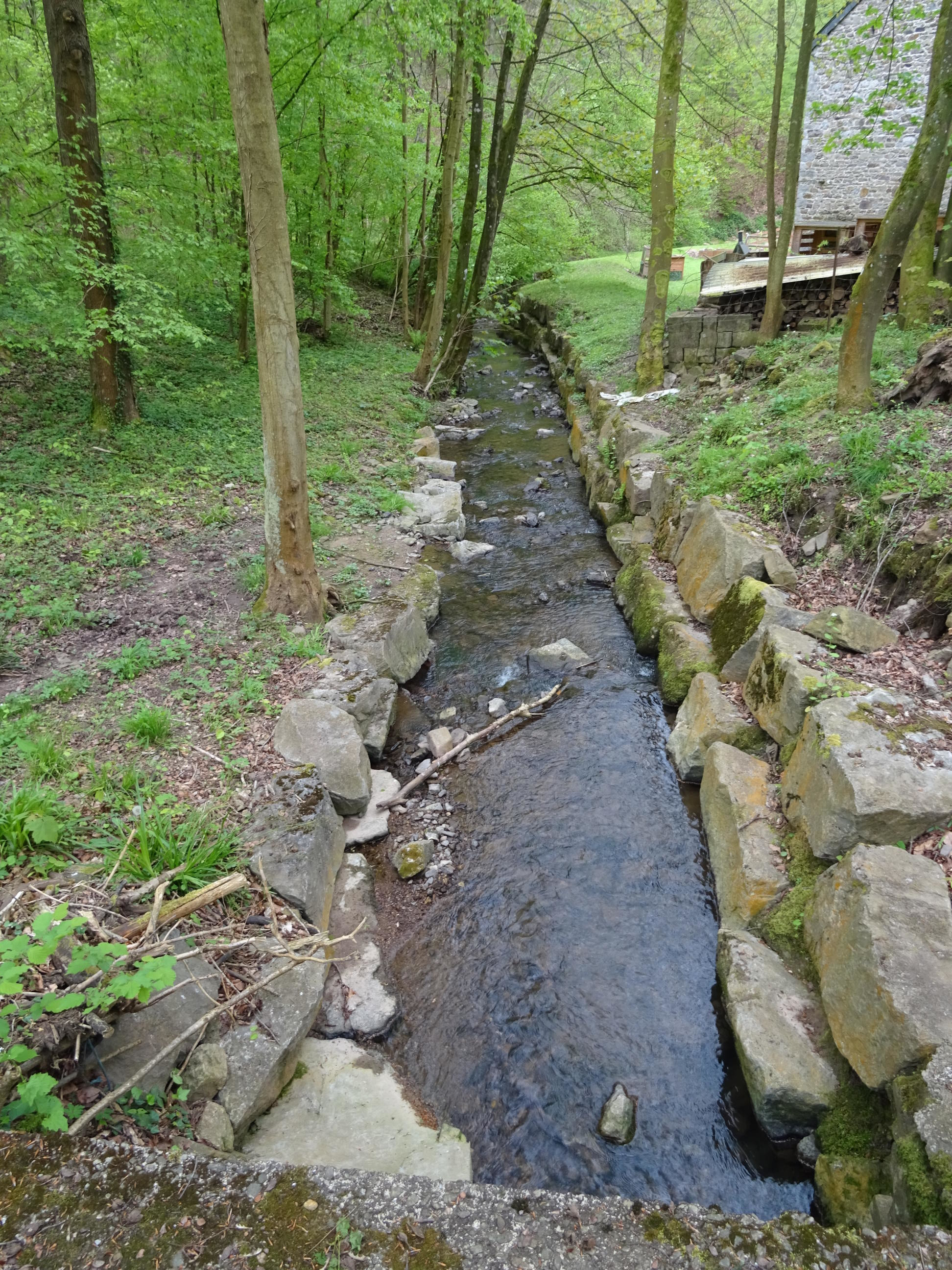
avec renforcement des berges
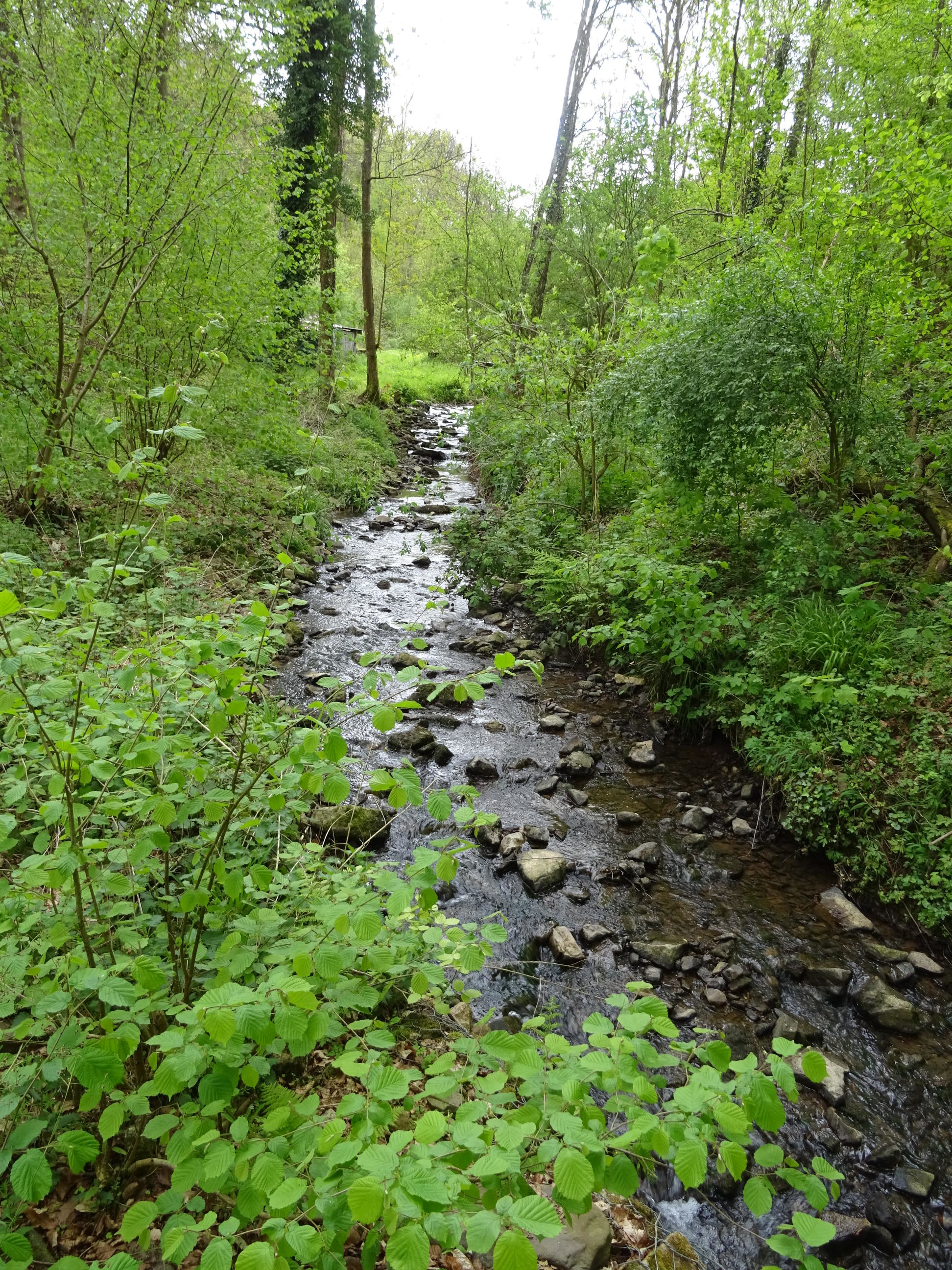
libre
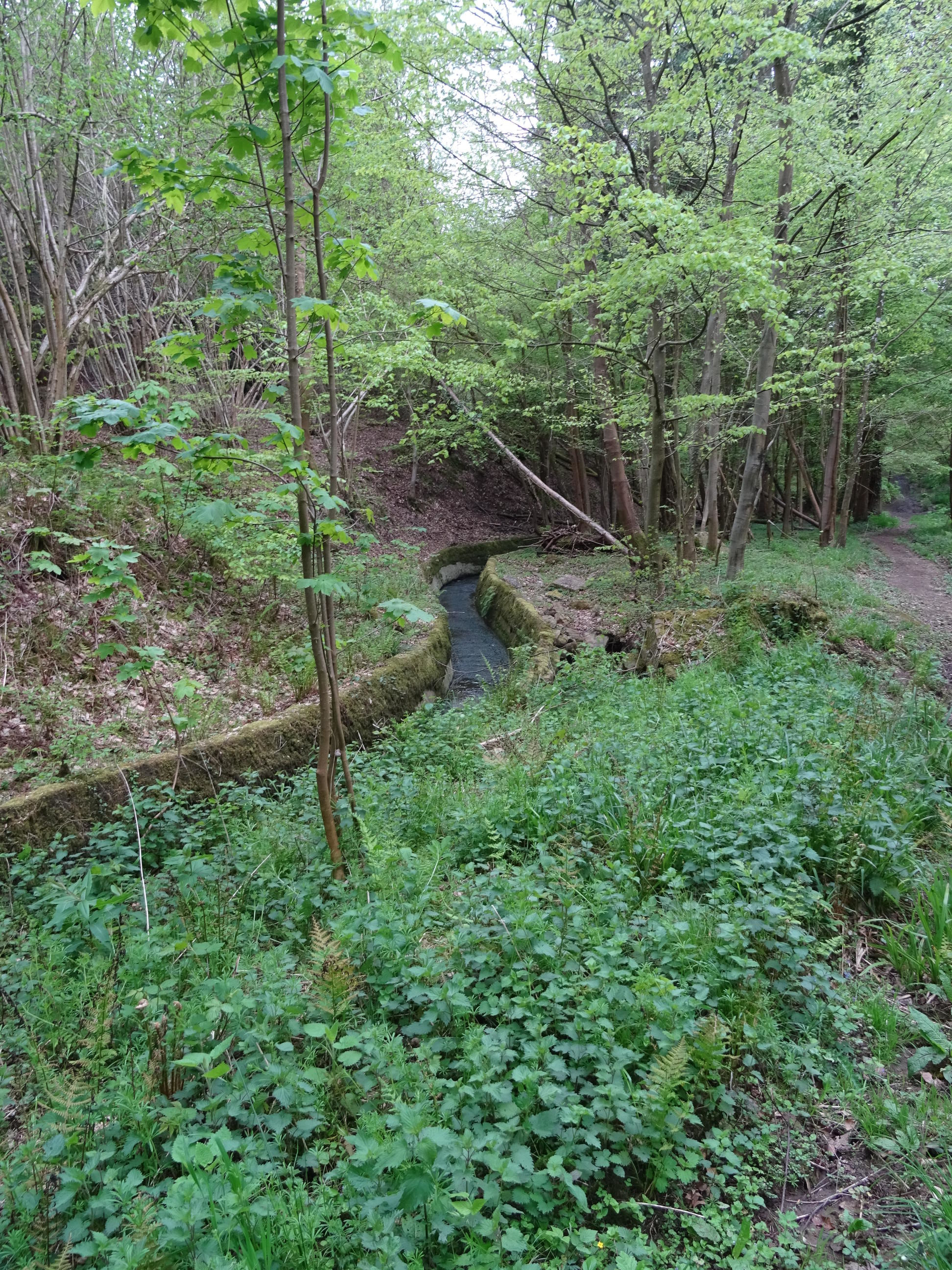
canalisé
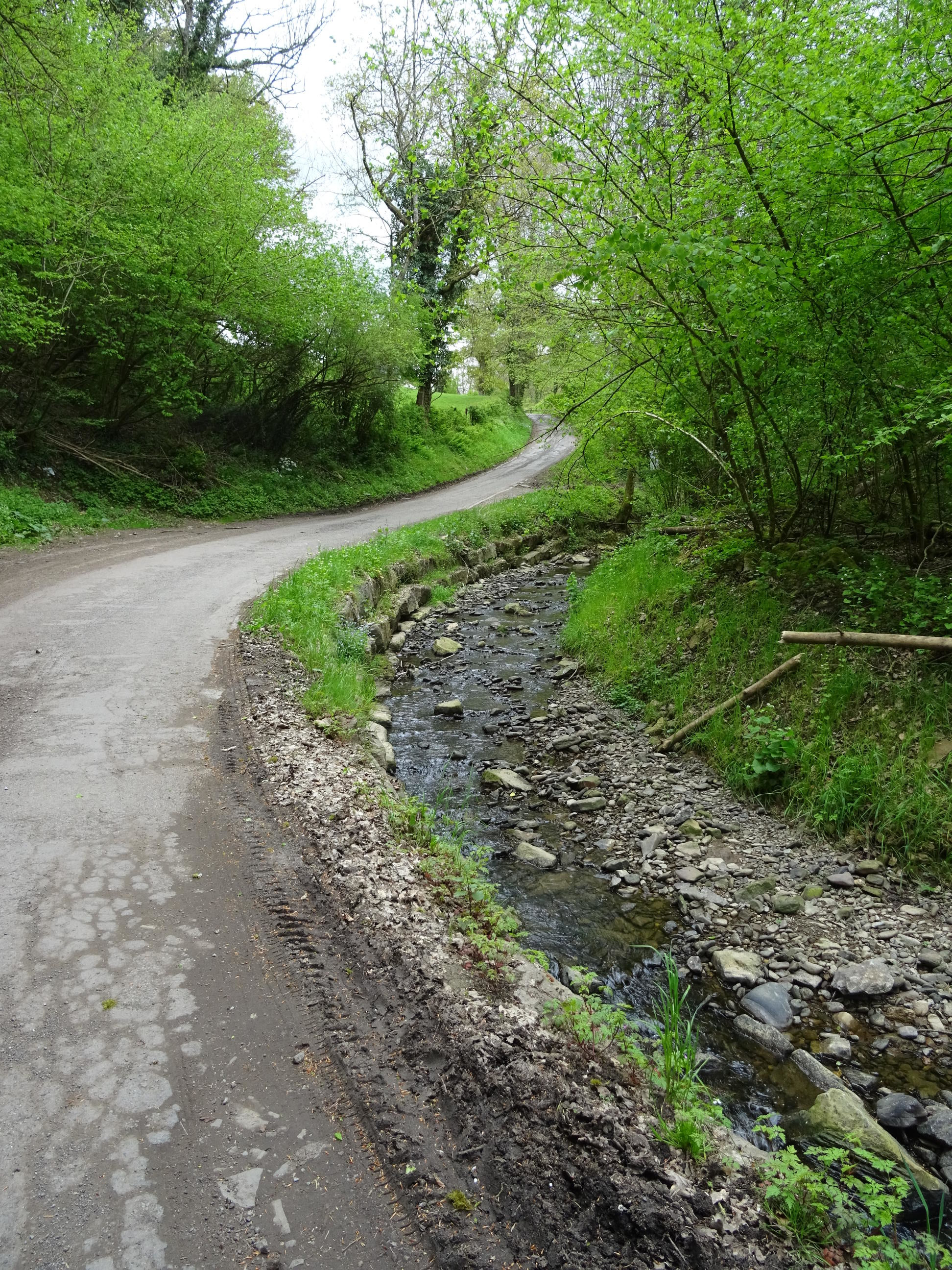
bordant la rue du Laveu

## Crue du 13 juillet 2021

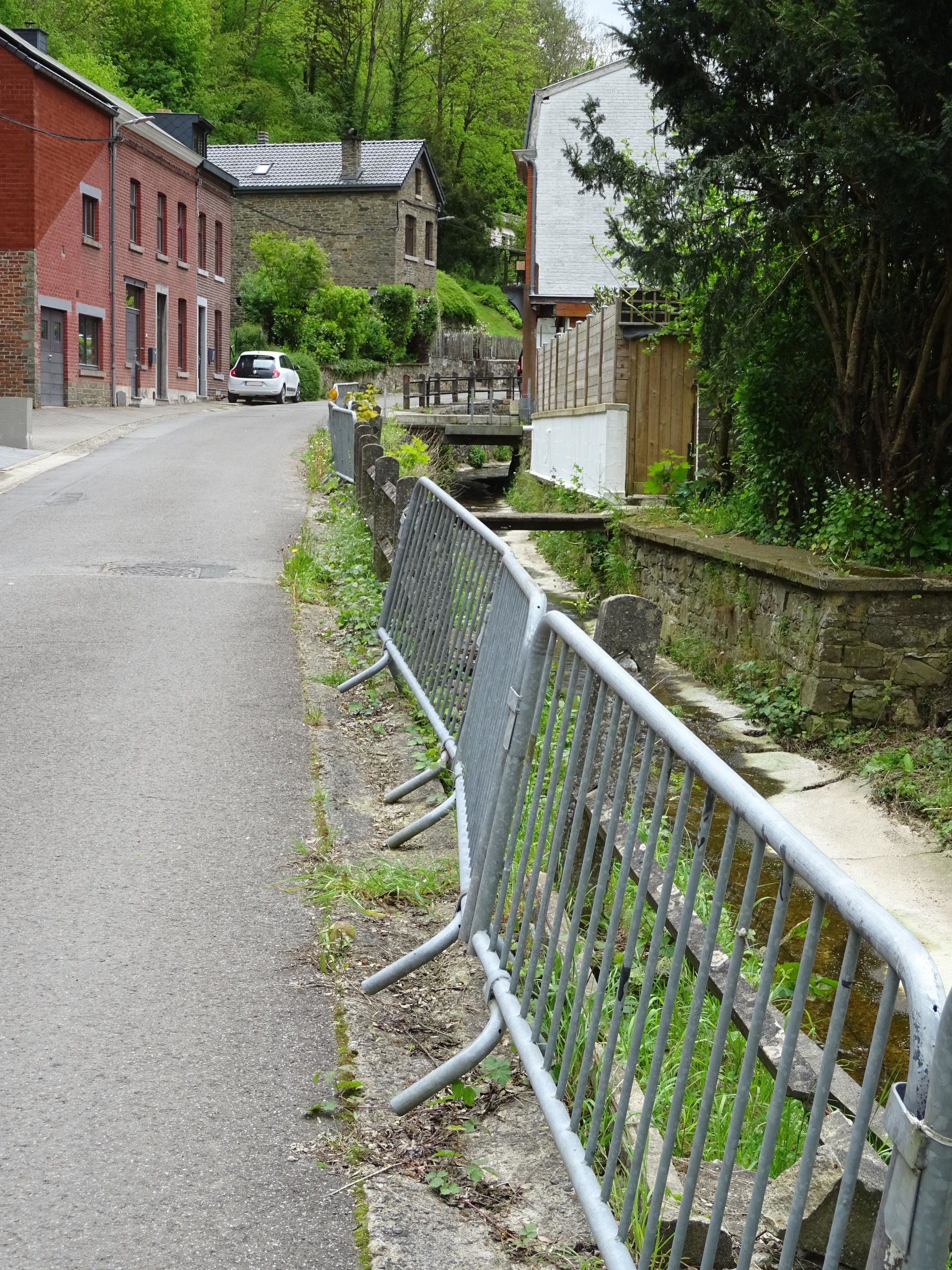
Séquelles de la crue de 2021.

D'importantes chutes de pluie, consécutives au blocage d'une goutte froide sur l'Europe occidentale, arrosent la Belgique depuis la deuxième semaine de juillet 2021, provoquant de nombreuses inondations. La nuit du 13 au 14 juillet, le Ry de Gobry, transformé en torrent, soulève le tarmac de la route et emporte des véhicules,.